# Bersaglio di notte
Bersaglio di notte (Night Moves) è un film del 1975 diretto da Arthur Penn.

## Trama
Harry Moseby è un giocatore di football professionista in pensione che ora lavora come investigatore privato a Los Angeles. Scopre che sua moglie Ellen ha una relazione con un uomo di nome Marty Heller.
L'anziana ex attrice Arlene Iverson ingaggia Harry per ritrovare la figlia sedicenne Delly Grastner. L'unica fonte di reddito di Arlene è il fondo fiduciario della figlia, ma è necessario che Delly viva con lei. Arlene dà a Harry il nome di un amico di Delly a Los Angeles, un meccanico di nome Quentin. Quentin dice a Harry di aver visto Delly per l'ultima volta in una location cinematografica del New Mexico, dove ha iniziato a flirtare con una vecchia fiamma di Arlene, lo stuntman Marv Ellman. Harry si rende conto che le ferite sul viso di Quentin sono dovute alla lotta con lo stuntman e comprende la sua amarezza nei confronti di Delly. Si reca sul luogo del film e parla con Marv e con il coordinatore degli stunt Joey Ziegler. Prima di tornare a Los Angeles, Harry è sorpreso di vedere Quentin lavorare sull'aereo acrobatico di Marv.
Harry sospetta che Delly stia cercando di sedurre gli ex amanti della madre e si reca alle Florida Keys, dove vive il patrigno Tom Iverson. Harry trova Delly a casa di Tom e della sua ragazza Paula. Harry, Paula e Delly fanno una gita in barca per fare il bagno, ma Delly rimane sconvolta quando trova il relitto sommerso di un piccolo aereo con dentro il corpo in decomposizione del pilota. Paula segna il punto con una boa e, quando tornano a riva, si presenta per segnalare il ritrovamento alla Guardia Costiera. Più tardi, quella sera, visita la cabina di Harry e i due fanno l'amore.
Harry convince Delly a tornare dalla madre in California. Dopo averla lasciata nella sua casa in California, è ancora inquieto per il caso, ma si concentra sulla ricucitura del suo matrimonio. Dice alla moglie che lascerà l'agenzia, cosa che lei desiderava da tempo, ma poi viene a sapere che Delly è rimasta uccisa in un incidente stradale sul set di un film.
Harry interroga il conducente dell'auto, Joey, che è rimasto ferito. Joey gli fa vedere il filmato dell'incidente, che fa sorgere i sospetti di Harry su Quentin, il meccanico. Si reca a casa di Arlene Iverson e la trova ubriaca a bordo piscina, non particolarmente addolorata per la morte della figlia. Arlene sta per ereditare il patrimonio della figlia. Harry rintraccia Quentin, che nega di essere l'assassino, ma gli dice che Marv Ellman era il pilota morto nell'aereo e che Ellman era coinvolto nel contrabbando. Quentin riesce a fuggire prima che Harry possa saperne di più.
Harry torna in Florida, dove trova il corpo di Quentin che galleggia nel recinto dei delfini di Tom. Harry accusa Tom dell'omicidio; i due litigano e Tom perde i sensi. Paula ammette di non aver denunciato il cadavere nell'aereo perché il velivolo conteneva una scultura di valore che stavano contrabbandando in modo frammentario dallo Yucatan agli Stati Uniti. Harry e Paula partono per recuperare la reliquia. Mentre Paula si sta immergendo, arriva un idrovolante e il pilota lo bombarda, mitragliando Harry alla gamba. L'idrovolante atterra sull'oceano, ma quando il pilota vede Paula affiorare in superficie con la scultura, fa rullare l'aereo su di lei e la uccide. L'impatto dei pontoni sulla scultura emersa fa capovolgere l'idrovolante e, mentre la cabina di pilotaggio si sommerge, Harry riesce a vedere attraverso la finestra di vetro sotto la sua barca che il pilota che sta annegando è Joey Ziegler. Harry cerca senza successo di governare l'imbarcazione, che ora gira in tondo.

## Riconoscimenti
- Nominato ai Premi BAFTA 1975: miglior attore protagonista (Gene Hackman)